# Ditionsav
A ditionsav szervetlen vegyület, a kén egyik oxosavja. Tiszta formában nem állítható elő, de tömény vizes oldat készíthető (lásd alább).
Sói a ditionátok, melyek jól oldódnak vízben. Oldatban ellenállnak az oxidációnak, csak az erős oxidálószerek (halogének, dikromátok, permanganátok) képesek szulfátokká oxidálni. Erős redukálószerek (pl. Na/Hg) szulfitokká és ditionitokká(en) redukálják őket. Semleges vagy savas oldatban a ditionitok tovább bomlanak a pH-értéktől függően tioszulfáttá, szulfittá, szulfiddá stb.

## Előállítás
Kén-dioxid vizes oldatát 0 °C-on MnO2-hidrát szuszpenzióval oxidálják:
2 MnO2 + 3 SO2 → MnSO4 + MnS2O6
MnS2O6 vizes oldatához BaII-ionokat adva a BaSO4
csapadék formájában kiválik, és vízben oldódó BaS2O6 keletkezik.
BaS2O6 + H2SO4 → H2S2O6 + BaSO4
A bárium-szulfát kicsapódik, míg a ditionsav az oldatban marad.